# Třída Furor
Třída Furor byla lodní třída torpédoborců španělského námořnictva. Celkem bylo postaveno šest jednotek této třídy. Poslední čtyři plavidla jsou někdy řazena do samostatné třídy Audaz. Španělské námořnictvo je provozovalo v letech 1896–1931. Dva torpédoborce byly roku 1898 potopeny ve španělsko-americké válce. Ostatní byly vyřazeny.

## Stavba
Celkem bylo postaveno šest jednotek této třídy. První dva torpédoborce Furor a Teror postavila britská loděnice J & G Thompson v Clydebanku. Do služby byly přijaty roku 1896. Stejná loděnice postavila ještě čtyři mírně vylepšené torpédoborce podtřídy Audaz. Do služby byly přijaty v letech 1897–1898.
Jednotky třídy Furor:
| Jméno      | Loděnice       | Založení kýlu | Spuštěn         | Vstup do služby | Osud                                                     |
| ---------- | -------------- | ------------- | --------------- | --------------- | -------------------------------------------------------- |
| Furor      | J & G Thompson | 1896          | 1896            | listopad 1896   | Dne 3. července 1898 potopen v bitvě u Santiaga de Cuba. |
| Teror      | J & G Thompson | 1896          | 28. srpna 1896  | listopad 1896   | Vyřazen 1922.                                            |
| Audaz      | J & G Thompson | 1897          | 6. února 1897   | březen 1898     | Vyřazen 1924.                                            |
| Osado      | J & G Thompson | 1897          | 16. března 1897 | duben 1898      | Vyřazen 1925.                                            |
| Plutón     | J & G Thompson | 1897          | 1897            | listopadu 1897  | Dne 3. července 1898 potopen v bitvě u Santiaga de Cuba. |
| Proserpina | J & G Thompson | 1897          | 25. října 1897  | duben 1898      | Vyřazen 1931.                                            |

## Konstrukce

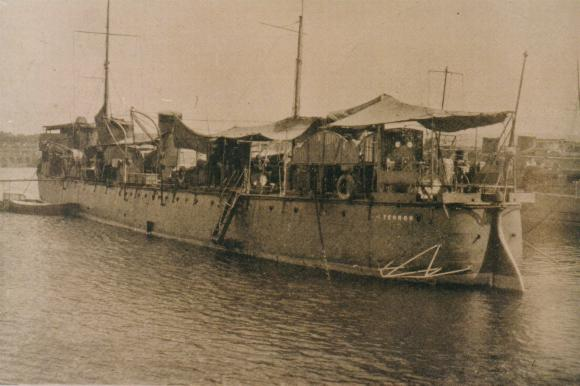
Poškozený torpédoborec Teror

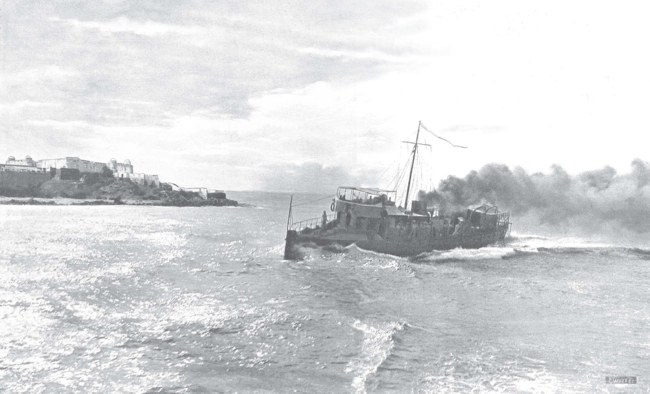
Teror v roce 1911

Torpédoborce měly tříkomínovou siluetu. Hlavní výzbroj představovaly dva 75mm/42 kanóny Nordenfelt M1898, dva 57mm/42 kanón Nordenfelt, dva 37mm/27 kanóny Maxim a dva 356mm torpédomety. Pohonný systém tvořily čtyři kotle Normand a dva čtyřválcové parní stroje s trojnásobnou expanzí o výkonu 6000 hp, roztáčející dva lodní šrouby. Neseno bylo 100 tun uhlí. Nejvyšší rychlost dosahovala 28 uzlů. Dosah byl 1100 námořních mil při rychlosti 15 uzlů.

### Modifikace
Torpédoborce podtřídy Audaz měly pohonný systém o výkonu 7400 hp, díky čemuž dosahovaly rychlosti 30 uzlů. Jejich výzbroj byla shodná.
Roku 1920 byly čtyři přeživší torpédoborce vybaveny pro nesení min.

## Služba
Torpédoborce se roku 1898 účastnily Španělsko-americké války. Furor a Plutón byly zničeny 3. července 1898 v bitvě u Santiaga de Cuba. Americká bitevní loď USS Indiana (BB-1) a dělový člun USS Gloucester je donutily najet na břeh, kde byly rozstříleny.